# Arne Hillerborg
Arne Roland Hillerborg, född 4 januari 1923 i Stockholm, död 4 mars 2011 i Nyköping, var en svensk väg- och vattenbyggnadsingenjör.
Hillerborg, som var son till direktör Axel Eriksson och Sigrid Wiman, avlade studentexamen 1941, utexaminerades från Kungliga Tekniska högskolan 1945, blev teknologie doktor 1951 och docent i brobyggnadsteori samma år. Han blev biträdande professor i byggnadsstatik vid Lunds tekniska högskola 1969 och var professor i byggnadsmateriallära där från 1973. Han tjänstgjorde även vid Stockholms stads gatukontor 1950, statens betongkommitté 1952, var lektor vid högre tekniska läroverket i Stockholm 1955 och chef för Siporex centrallaboratorium i Södertälje från 1960. Han författade arbeten angående dynamisk påkänning i broar samt bland annat beräkning av betongplattor, armering och dess förankring.